# Pålsundsberget
Pålsundsberget är ett berg som ligger mellan de två kvarteren Hyveln (Heleneborgsgatan 4-10) och Stämjärnet (nummer 12-14) på nordvästra Södermalm i Stockholm. Pålsundsberget är ett av Stockholms kommuns två naturminnen och fick sitt skydd 1997.

## Beskrivning
Berget når vid sin högsta punkt 29 meter över havet. I bergets norrsida fanns från 1830 ett stenbrott för stadens gatstenstillverkning. Här arbetade några dussin fångar från Långholmens fängelse med att bryta sten med krut. Stenen fraktades över till Långholmen på pråmar för vidare bearbetning inom fängelsemurarna.
I 1885 års plan för Södermalm föreslogs ett kvarter med namnet Hyveln, mellan Eolsgatan och Varvsgatan, där allt berg sprängdes bort och ersattes av sammanhängande bebyggelse. I juni 1923 föreslog dock stadsplanenämnden att man skulle avstå från att exploatera hela berget och i stället göra om det planerade kvarteret Hyveln till två mindre kvarter – Hyveln öster om berget och Stämjärnet väster om berget. Planen fastställdes i april 1924 av Kunglig Majestät. Av plankartan framgår de ursprungliga planerna för hur berget skulle bebyggas och dessa planer har givetvis också påverkat utformningen av de angränsande fastigheterna nummer 10 och 12, som av arkitekterna givits förutsättningar för anslutning till nästa hus, enligt den ursprungliga planen.
Stora delar av Södermalm är uppbyggt av berg av granit. Malmens nordsida består av en förkastningsbrant, som har skapats genom att ett bergsblock har höjts i förhållande till omgivningen. Denna förkastningsbrant går längs med Mälarens hela södra strandlinje och sträcker sig ut i skärgården, ända till Sandhamn. I den sprängda bergssidan i förkastningsbranten mot Söder Mälarstrand finns skjuvsprickor med räfflor och åsar från de starka rörelserna i jordskorpan. Berget används som geologisk referenslokal vid undervisningen på Kungliga Tekniska Högskolan. 
Trots att området är litet så finns här rester av en mer ursprunglig Stockholmsnatur och man kan ana hur denna del av Södermalm såg ut före de stora bostadshusens tid. Bland växterna märks blåbär, lingon, blåklocka, äkta johannesört och harstarr. Man kan även hitta den relativt sällsynta stortimjan (ett kryddoftande ris med uppstigande stjälkar och rödvioletta blommor). Det finns också förvildade bestånd av toppklocka, silverarv och borstnejlika. I skuggorna nedanför berget på norrsidan står ovanligt gamla getapel-träd. Förutom den vackra floran kan man njuta av en fantastisk utsikt över Riddarfjärden och Kungsholmen. Vackra vår- och sommardagar är dessa hällar ett utflyktsmål för picknick och solbad.
Pålsundsberget utgör formellt en del av Pålsundsparken, som ligger nedanför, längs med Söder Mälarstrand, och sträcker sig från Reimersholme till Eolsgatan. Den 6 november 1997 beslutade Länsstyrelsen att Pålsundsberget skulle lagskyddas som naturminne på grund av sina geologiska och botaniska naturvärden.
Utöver Pålsundsberget finns bara ett enda naturminne i Stockholms stad; ett flyttblock i Vårberg som kallas Johannesdals flyttblock.

## Bilder

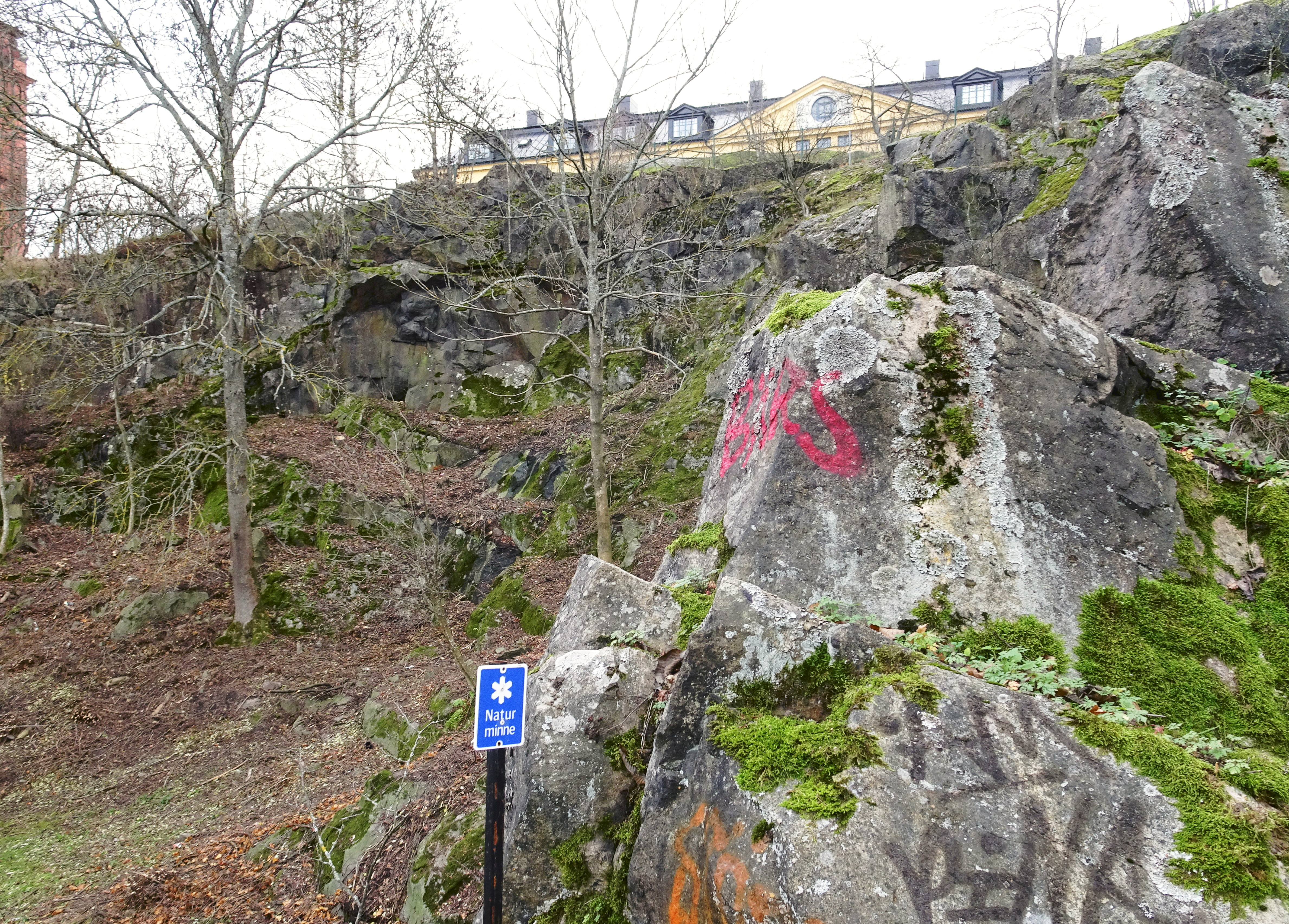
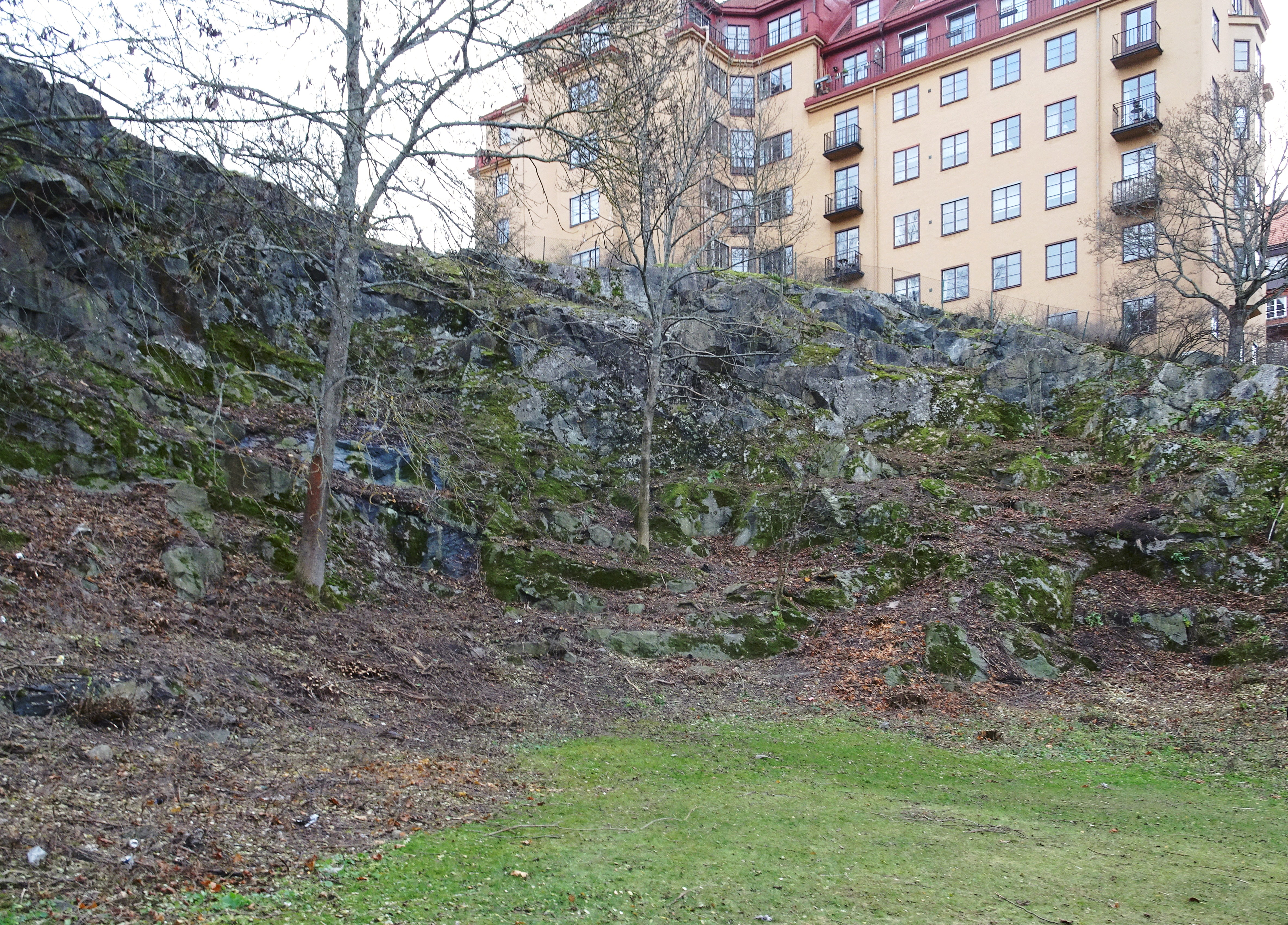
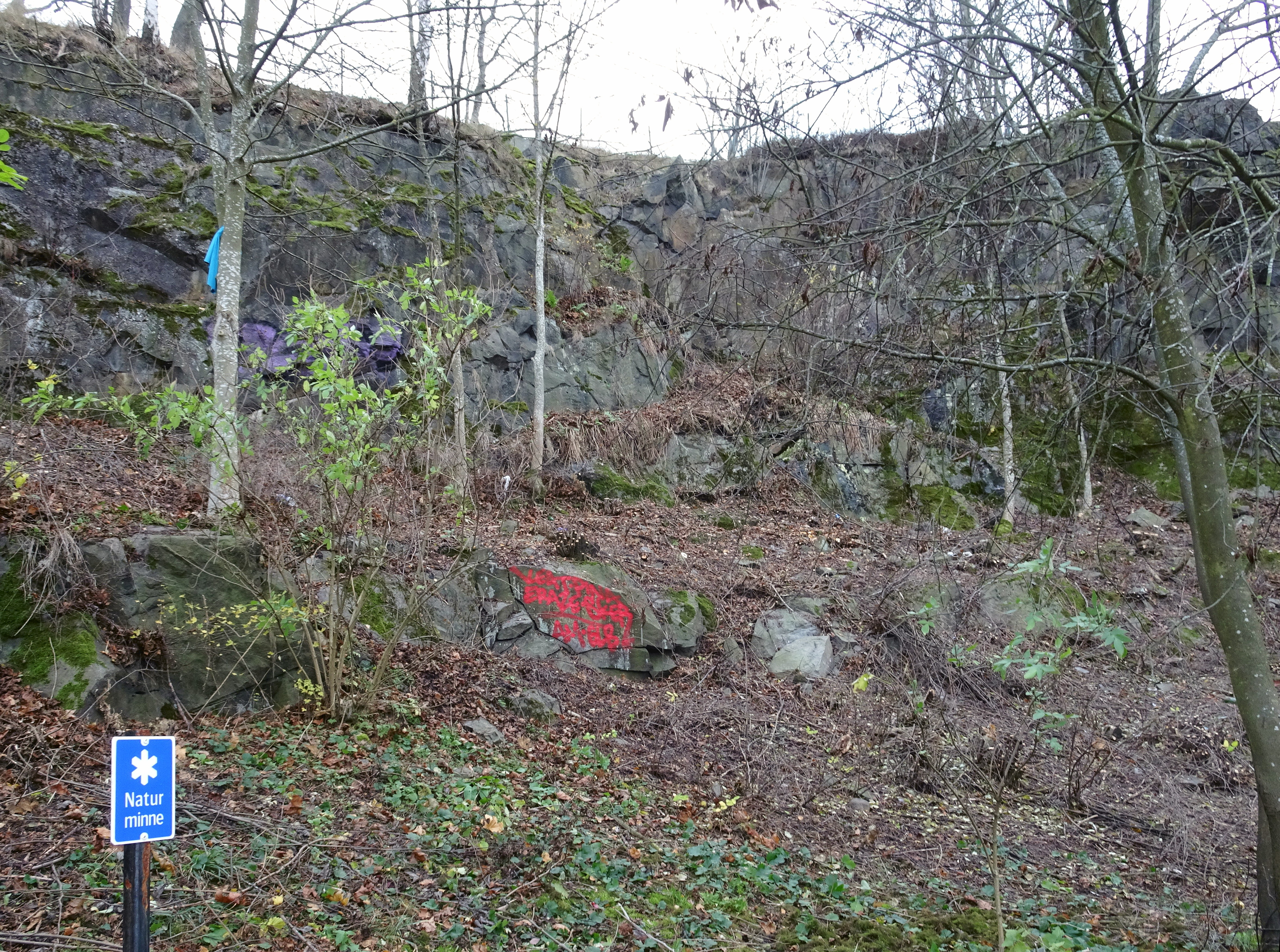
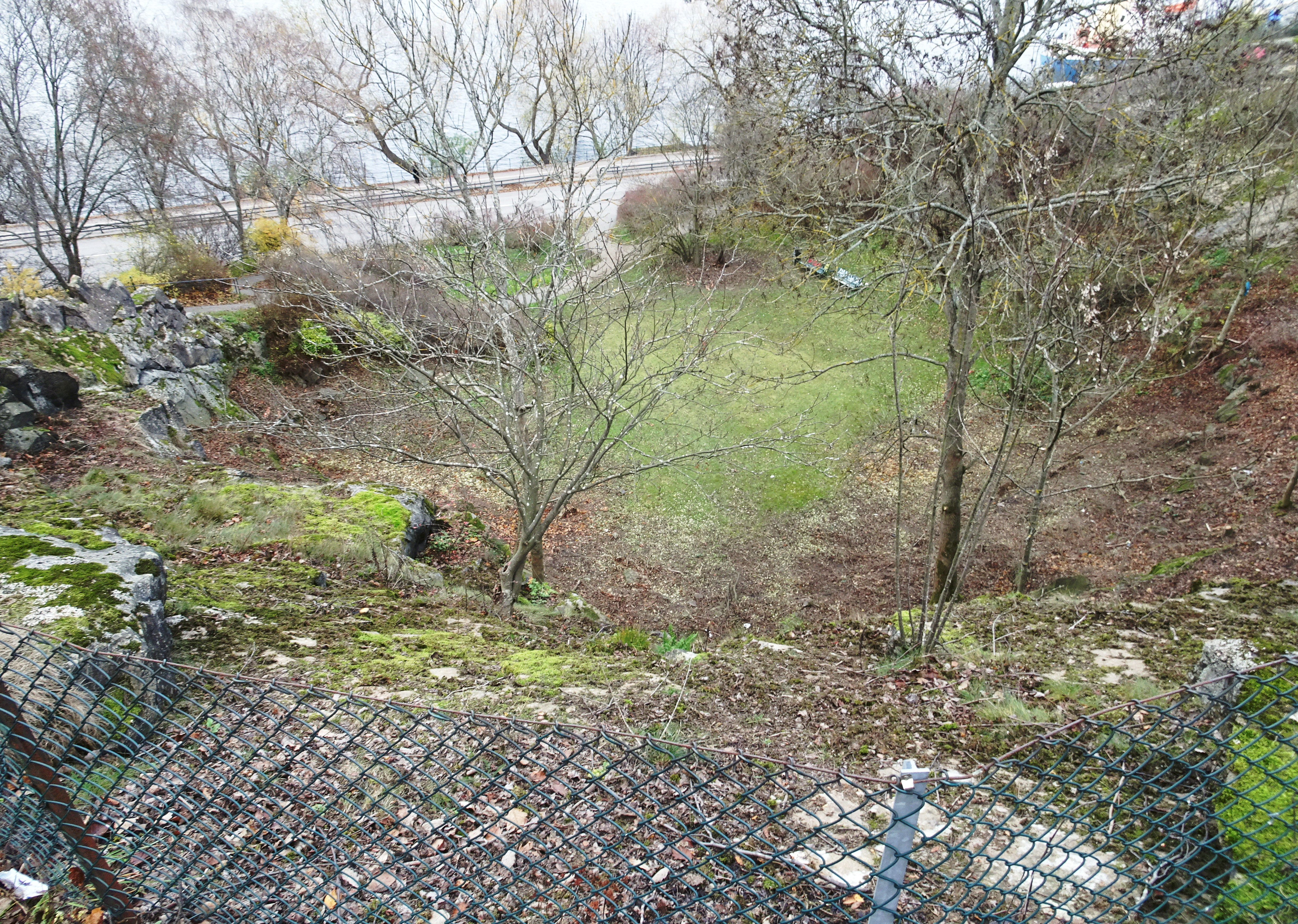